# Arctia brunnescens
Arctia brunnescens är en fjärilsart som beskrevs av O. Schultz 1904. Arctia brunnescens ingår i släktet Arctia och familjen björnspinnare. Inga underarter finns listade i Catalogue of Life.